# Puente de los Alemanes
El Puente de los Alemanes, o de Santo Domingo, es un pequeño puente que el Imperio alemán donó a la ciudad española de Málaga y que fue construido en 1909.

## Historia

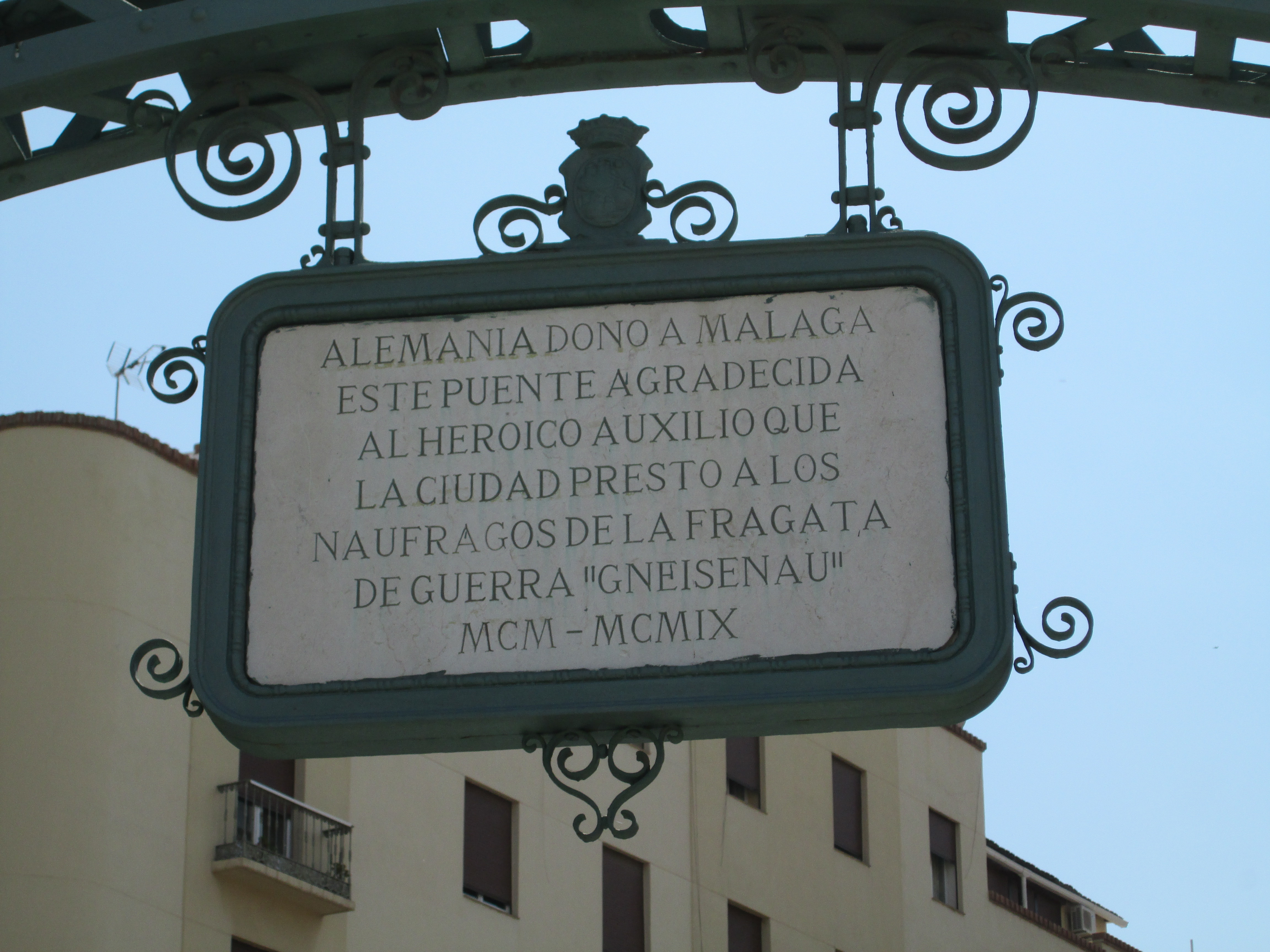
Placa conmemorativa.

La historia comienza el 16 de diciembre de 1900, cuando la fragata alemana SMS Gneisenau se estrelló contra la escollera del puerto a causa del temporal. Numerosos malagueños se lanzaron al agua para socorrer a los marineros alemanes, lo cual les costó la vida a muchos de ellos. Este hecho le valió a Málaga el título de Muy Hospitalaria, que figura en su escudo.
Posteriormente, en la noche del 23 al 24 de septiembre de 1907, la gran riá del río Guadalmedina provocó la destrucción de varios puentes de la ciudad. Cuando la noticia llegó al Imperio alemán, se realizó una recogida de dinero para ayudar a los malagueños a reponerse de la catástrofe, encabezada principalmente por el káiser Guillermo II. Con ese dinero recaudado se construyó el puente de los Alemanes.
En el puente hay una placa en la que puede leerse:

Alemania donó a Málaga este puente agradecida al heroico auxilio que la ciudad prestó a los náufragos de la fragata de guerra Gneisenau.

En 1982, con un visible deterioro del puente, el aquel entonces alcalde de Málaga, Pedro Aparicio, pidió ayuda al gobierno de la Alemania Occidental para restaurarlo, ayuda que fue concedida. Las obras se llevaron a cabo entre 1983 y 1984 y de nuevo se colocó una placa agradeciendo la ayuda.
En 1992, el puente fue movido de su posición original para establecer un ángulo de 90° respecto a la iglesia de Santo Domingo.
En 2009, se celebró el centenario de la construcción del puente, entre los que se encontraba el alcalde de Málaga, Francisco de la Torre y destacados miembros del Consulado Alemán y de la aristocracia alemana.